# Eupatagus lymani
Eupatagus lymani is een zee-egel uit de familie Eupatagidae.
De wetenschappelijke naam van de soort werd in 1924 gepubliceerd door Lambert & Thiéry.